# پنتاکس کیو

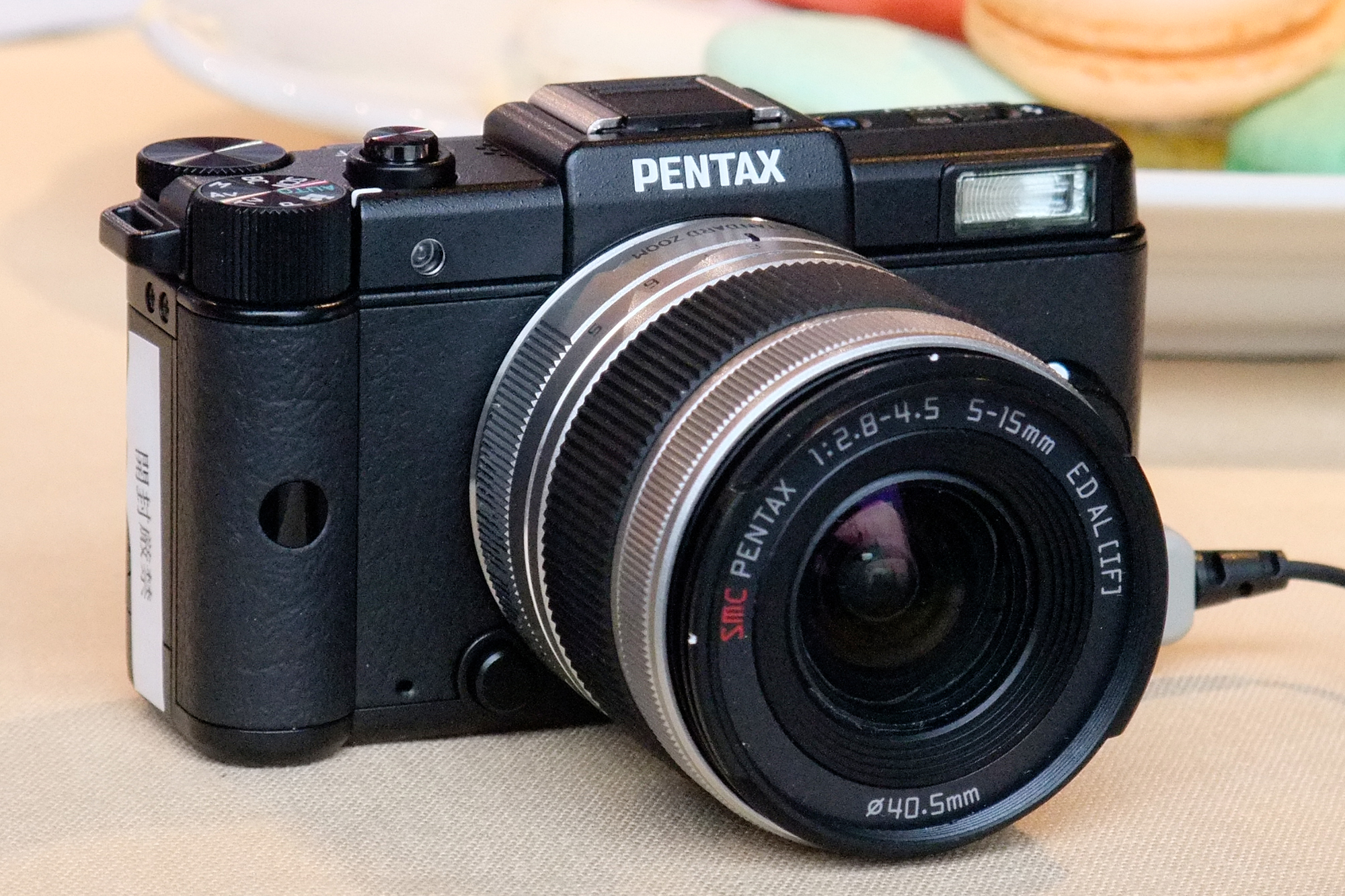
پنتاکس کیو

پنتاکس کیو (به انگلیسی: Pentax Q) یک دوربین عکاسی ساخت شرکت پنتاکس است.